# C-Block
C-Block a fost o trupă germană de hip hop, fondată în 1995 de către producătorii de muzică Frank Müller, Buchmann Ulrich și Jörg Wagner. Trupa este recunoscută ca fiind una dintre cele mai de succes din istoria culturii europene de hip hop.

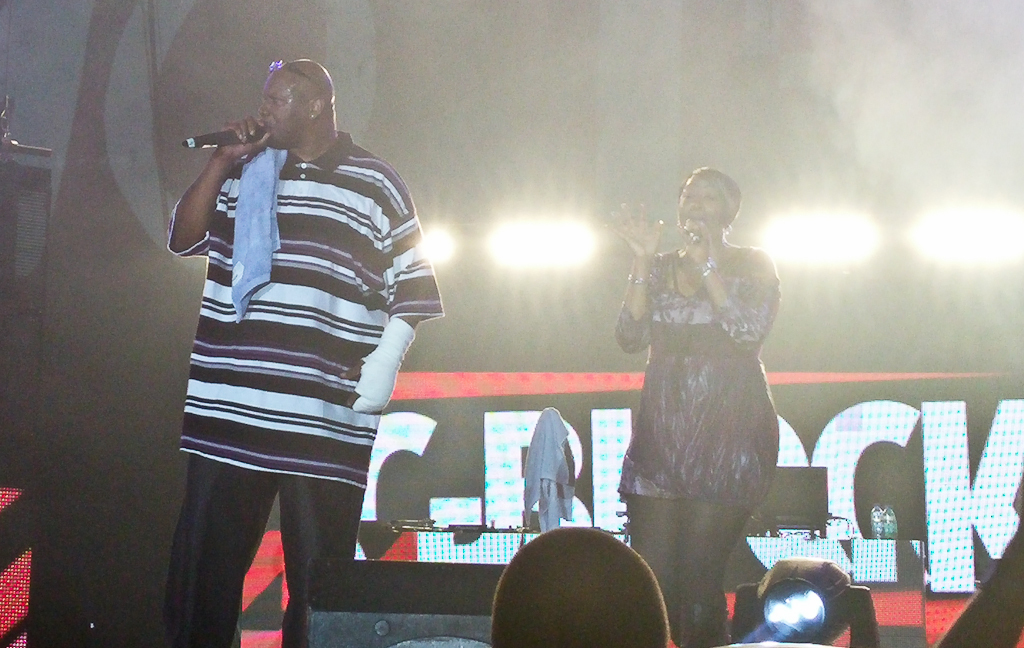

C-Block a fost una dintre cele mai cunoscute trupe de hip hop din Europa în anii 1990, alături de Down Low și Nana.

## Discografie

### Single
| An   | Titlu                     | Poziții de vârf în topuri | Poziții de vârf în topuri | Poziții de vârf în topuri | Poziții de vârf în topuri | Poziții de vârf în topuri |
| An   | Titlu                     | AUT                       | FIN                       | GER                       | SWE                       | SWI                       |
| ---- | ------------------------- | ------------------------- | ------------------------- | ------------------------- | ------------------------- | ------------------------- |
| 1996 | „Shake Dat Azz”           | -                         | -                         | -                         | -                         | -                         |
| 1996 | „So Strung Out”           | 14                        | 7                         | 4                         | -                         | 7                         |
| 1997 | „Time Is Tickin' Away”    | 16                        | 12                        | 5                         | 40                        | 9                         |
| 1997 | „Summertime”              | -                         | -                         | 19                        | -                         | -                         |
| 1997 | „Eternal Grace”           | -                         | -                         | 8                         | -                         | 20                        |
| 1998 | „Broken Wings”            | -                         | -                         | 27                        | -                         | 31                        |
| 1999 | „Keep Movin'”             | -                         | -                         | 66                        | -                         | -                         |
| 2000 | „The Future Is So Bright” | -                         | -                         | -                         | -                         | -                         |

### Albume
| An   | Titlu              | Poziții de vârf în topuri | Poziții de vârf în topuri | Poziții de vârf în topuri | Poziții de vârf în topuri | Poziții de vârf în topuri |
| An   | Titlu              | AUT                       | FIN                       | GER                       | HU                        | SWI                       |
| ---- | ------------------ | ------------------------- | ------------------------- | ------------------------- | ------------------------- | ------------------------- |
| 1997 | General Population | 41                        | 17                        | 14                        | 6                         | 10                        |
| 1998 | Keepin' It Real    | -                         | -                         | 45                        | 17                        | 34                        |
| 2010 | Changes/The Last   | -                         | -                         | -                         | -                         | -                         |